# Collezione storica degli strumenti di fisica
La Collezione storica degli strumenti di fisica è la collezione di strumenti scientifici del Dipartimento di fisica e chimica dell'Università degli Studi di Palermo e fa parte del sistema museale d'ateneo.
Iniziata nel 1998, è una delle collezioni più ricche e complete in Italia ed è composta da circa 450 pezzi. I più antichi risalgono al 1811, anno in cui Domenico Scinà ricevette la cattedra di fisica sperimentale e con essa la direzione del gabinetto di fisica.
Gli strumenti della Collezione si sono accumulati nel tempo, in base agli acquisti operati dai direttori che si sono succeduti alla direzione dell'Istituto di fisica e al generale andamento storico-scientifico che l'Italia ha subito in questi due secoli di storia.
La Collezione ha un grande valore storico-scientifico perché la tipologia dei vari strumenti e la data del loro acquisto forniscono un quadro dell'attività scientifica svolta nel corso degli anni.